# Ursa-Major-II-Zwerggalaxie
Ursa Major II (kurz auch UMa II) ist eine spheroidale Zwerggalaxie (dSph) im Sternbild des Großen Bären und wurde 2006 nach Analyse der Aufnahmen der Durchmusterung des Sloan Digital Sky Survey entdeckt.

## Eigenschaften
Die Galaxie ist näherungsweise 30 kpc von unserem Sonnensystem entfernt und bewegt sich auf dieses mit einer Geschwindigkeit von etwa 116 km/s zu.
Sie hat aufgrund ihrer spheroidalen Eigenschaft in etwa ein elliptisches Achsenverhältnis von 2:1 mit einem Halblichtradius von lediglich etwa 140 pc.
UMa II ist damit einer der kleinsten und lichtschwächsten Trabanten unserer Milchstraße (nur Com, Segue 1, Segue 2, Bootes II und Willman 1 sind lichtschwächer).

Die integrale Helligkeit der Zwerggalaxie gleicht in etwa dem 4000-fachen der Sonne, was einer absoluten Helligkeit von −4,2M entspricht. Dies ist deutlich weniger als die Leuchtkraft der meisten Kugelsternhaufen.
UMa II ist selbst lichtschwächer als manche Einzelsterne wie beispielsweise Canopus im Sternbild Kiel des Schiffs. Vergleichbar ist sie in der Leuchtkraft mit Bellatrix im Sternbild Orion.
Andererseits besitzt die Galaxie eine Masse von 5 Millionen Sonnenmassen was einem Masse-Leuchtkraft-Verhältnis von ungefähr 2000 gleichkommt, welches die Galaxie zu einem extrem stark von dunkler Materie dominierten Objekt machen würde.
Dies könnte sich aber auch als eine Fehleinschätzung herausstellen, falls sich die Zwerggalaxie möglicherweise nicht mehr im virialen Gleichgewicht befindet. Dass sie bereits durch die auf sie wirkenden Gezeitenkräfte gestört wird, ist in ihrer ansatzweisen Irregularität erkennbar.
Die Sternpopulation von UMA II setzt sich hauptsächlich aus alten Sternen zusammen, die vor mindestens 10 Milliarden Jahren entstanden sind.
Die Metallizität dieser Population erweist sich äußerst metallarm mit [Fe/H] ≈ −2,44 ± 0,06. Die Sonne besitzt etwa 300 mal soviel schwere Elemente.
Damit gehören die Sterne dieser Galaxie zu den ersten Sternen überhaupt, die im Kosmos entstanden. Aktuell entstehen in der Ursa-Majoris-II-Zwerggalaxie keine Sterne mehr, auch konnte kein neutrales Wasserstoffgas in der Galaxie festgestellt werden. Die obere der Nachweisgrenze beliefe sich derzeit dafür auf lediglich 562 Sonnenmassen.

## Weiteres
- Liste der Satellitengalaxien der Milchstraße
- Liste der Galaxien der Lokalen Gruppe